# Писури
Пису̀ри (на гръцки: Πισσούρι) е село в Кипър, окръг Лимасол. Според статистическата служба на Република Кипър през 2001 г. селото има 1033 жители.
Намира се на 38 km западно от Лимасол.